# Birapratappur
Birapratappur es una ciudad y ciudad censal situada en el distrito de Puri en el estado de Odisha (India). Su población es de 4708 habitantes (2011).

## Demografía
Según el censo de 2011 la población de Birapratappur era de 4708 habitantes, de los cuales 2421 eran hombres y 2287 eran mujeres. Birapratappur tiene una tasa media de alfabetización del 84,54%, superior a la media estatal del 72,87%: la alfabetización masculina es del 90,48%, y la alfabetización femenina del 78,17%.